# Leagues Cup de 2023
A Copa das Ligas de 2023 foi a 3ª edição deste torneio realizado pela MLS e a Femexfut. Foi disputada por 47 equipes entre 21 de julho até 19 de agosto.
Pela primeira vez na história da competição, todas as equipes da MLS e da Liga MX (47 no total) competem no torneio, com ambas as ligas fazendo uma pausa em suas respectivas temporadas para disputar o torneio. Além disso, os finalistas da Copa das Ligas e o terceiro colocado ganham vagas para a Copa dos Campeões da CONCACAF de 2024, com o vencedor avançando automaticamente para as oitavas de final desse torneio.
O Inter Miami CF venceu o torneio após derrotar o Nashville SC nos pênaltis na final no Geodis Park em Nashville, Tennessee. Lionel Messi, do Inter Miami, foi o artilheiro e premiado como o melhor jogador do torneio.

## Formato
Essa é a primeira edição em que participam todas as equipes da MLS e da Liga MX. O vencedor da MLS Cup e o campeão do Clausura ou Apertura de 2022, com o maior número de pontos acumulados em 2022 se qualificaram automaticamente para as oitavas-de-final. As 45 equipes restantes foram colocadas em 15 grupos de três.
Para a fase de grupos, as equipes jogarão uma partida contra cada equipe de seu grupo. As vitórias regulamentares valem três pontos e as derrotas regulamentares valem zero pontos. As partidas empatadas após 90 minutos avançam para a disputa por pênaltis, onde o vencedor ganha dois pontos e o perdedor um. Todas as partidas estão sendo realizadas nos Estados Unidos ou no Canadá, com as equipes da MLS jogando em casa e as partidas intra-Liga MX disputadas nos locais da MLS, dependendo da região.
As duas primeiras equipes de cada grupo avançam para as oitavas de final, juntando-se aos vencedores da MLS Cup e ao campeão da Liga MX com melhor classificação. Esta fase do torneio é em um formato eliminatório de cinco rodadas em uma mão com uma disputa de terceiro lugar. Os dois finalistas e o terceiro colocado garantirão vagas para a Copa dos Campeões da CONCACAF de 2024, com o vencedor avançando automaticamente para as oitavas de final do CCL.

## Calendário
O calendário da competição é o seguinte.
| Fase                  | Rodada                                                                              | Rodada                                                                              |
| --------------------- | ----------------------------------------------------------------------------------- | ----------------------------------------------------------------------------------- |
| Fase de grupos        | 1ª rodada: 21 a 23 de julho 2ª rodada: 25 a 27 de julho 3ª rodada: 29 a 31 de julho | 1ª rodada: 21 a 23 de julho 2ª rodada: 25 a 27 de julho 3ª rodada: 29 a 31 de julho |
| Fase                  | Jogo único                                                                          |                                                                                     |
| Rodada de 32          | 2 a 4 de agosto                                                                     |                                                                                     |
| Oitavas-de-final      | 6 a 8 de agosto                                                                     |                                                                                     |
| Quartas-de-final      | 11 a 12 de agosto                                                                   |                                                                                     |
| Semifinais            | 15 de agosto                                                                        |                                                                                     |
| Disputa pelo 3° lugar | 19 de agosto                                                                        |                                                                                     |
| Final                 | 19 de agosto                                                                        |                                                                                     |

## Equipes participantes
A competição conta com todos os 47 clubes das duas ligas: 29 da MLS e 18 da Liga MX. As equipes foram classificadas por liga usando a classificação do Supporter's Shield de 2022 para a MLS e a tabela agregada de 2022 para o Campeonato Mexicano. Os campeões de cada liga receberam um "bye" para a fase eliminatória como o cabeça-de-chave do 1º classificado. As 15 melhores equipes restantes de cada liga foram colocadas em grupos com base na classificação e na ordem inversa (por exemplo, o 2º clube classificado da MLS é sorteado contra o 16º clube classificado da Liga MX). As equipes restantes (13 MLS e 2 Liga MX) foram sorteadas em grupos e divididas em regiões geográficas.

## Fase de grupos
A fase de grupos está sendo disputada de 21 a 31 de julho. As equipes concorrentes foram divididas em quinze grupos de três times. As equipes de cada grupo jogam entre si em um "round-robin", onde as duas primeiras equipes avançaram para a fase eliminatória.

### Oeste
| Pos | Equipe               | Pts | J | V | E | D | GP | GC | SG | Classificado |  | UAN | PTI | SJE |
| --- | -------------------- | --- | - | - | - | - | -- | -- | -- | ------------ |  | --- | --- | --- |
| 1   | Tigres UANL          | 6   | 2 | 2 | 0 | 0 | 3  | 1  | +2 | Próxima fase |  | —   | 2–1 | 1–0 |
| 2   | Portland Timbers     | 3   | 2 | 1 | 0 | 1 | 3  | 2  | +1 | Próxima fase |  | 1–2 | —   | 2–0 |
| 3   | San José Earthquakes | 0   | 2 | 0 | 0 | 2 | 0  | 3  | −3 |              |  | 0–1 | 0–2 | —   |

| Pos | Equipe           | Pts | J | V | E | D | GP | GC | SG | Classificado |  | MTR | RSL | SEA |
| --- | ---------------- | --- | - | - | - | - | -- | -- | -- | ------------ |  | --- | --- | --- |
| 1   | Monterrey        | 6   | 2 | 2 | 0 | 0 | 7  | 2  | +5 | Próxima fase |  | —   | 3–0 | 4–2 |
| 2   | Real Salt Lake   | 3   | 2 | 1 | 0 | 1 | 3  | 3  | 0  | Próxima fase |  | 0–3 | —   | 3–0 |
| 3   | Seattle Sounders | 0   | 2 | 0 | 0 | 2 | 2  | 7  | −5 |              |  | 2–4 | 0–3 | —   |

Oeste 3
| Pos | Equipe              | Pts | J | V | E | D | GP | GC | SG | Classificado |  | LEO | VWH | LAG |
| --- | ------------------- | --- | - | - | - | - | -- | -- | -- | ------------ |  | --- | --- | --- |
| 1   | León                | 4   | 2 | 1 | 1 | 0 | 3  | 2  | +1 | Próxima fase |  | —   | 2–2 | 1–0 |
| 2   | Vancouver Whitecaps | 4   | 2 | 1 | 1 | 0 | 4  | 3  | +1 | Próxima fase |  | 2–2 | —   | 2–1 |
| 3   | LA Galaxy           | 0   | 2 | 0 | 0 | 2 | 1  | 3  | −2 |              |  | 0–1 | 1–2 | —   |

### Central
Central 1
| Pos | Equipe            | Pts | J | V | E | D | GP | GC | SG | Classificado |  | COL | AME | SLC |
| --- | ----------------- | --- | - | - | - | - | -- | -- | -- | ------------ |  | --- | --- | --- |
| 1   | Columbus Crew     | 6   | 2 | 2 | 0 | 0 | 6  | 2  | +4 | Próxima fase |  | —   | 4–1 | 2–1 |
| 2   | América           | 3   | 2 | 1 | 0 | 1 | 5  | 4  | +1 | Próxima fase |  | 1–4 | —   | 4–0 |
| 3   | St. Louis City SC | 0   | 2 | 0 | 0 | 2 | 1  | 6  | −5 |              |  | 1–2 | 0–4 | —   |

Central 2
| Pos | Equipe           | Pts | J | V | E | D | GP | GC | SG | Classificado |  | CHF | MIN | PUE |
| --- | ---------------- | --- | - | - | - | - | -- | -- | -- | ------------ |  | --- | --- | --- |
| 1   | Chicago Fire     | 4   | 2 | 1 | 1 | 0 | 4  | 3  | +1 | Próxima fase |  | —   | 3–2 | 1–1 |
| 2   | Minnesota United | 3   | 2 | 1 | 0 | 1 | 6  | 3  | +3 | Próxima fase |  | 2–3 | —   | 4–0 |
| 3   | Puebla           | 1   | 2 | 0 | 1 | 1 | 1  | 5  | −4 |              |  | 1–1 | 0–4 | —   |

Central 3
| Pos | Equipe               | Pts | J | V | E | D | GP | GC | SG | Classificado |  | CIN | SKC | GUA |
| --- | -------------------- | --- | - | - | - | - | -- | -- | -- | ------------ |  | --- | --- | --- |
| 1   | Cincinnati           | 4   | 2 | 1 | 1 | 0 | 6  | 4  | +2 | Próxima fase |  | —   | 3–3 | 3–1 |
| 2   | Sporting Kansas City | 4   | 2 | 1 | 1 | 0 | 4  | 3  | +1 | Próxima fase |  | 3–3 | —   | 1–0 |
| 3   | Chivas Guadalajara   | 0   | 2 | 0 | 0 | 2 | 1  | 4  | −3 |              |  | 1–3 | 0–1 | —   |

Central 4
| Pos | Equipe          | Pts | J | V | E | D | GP | GC | SG | Classificado |  | TOL | NSH | CRA |
| --- | --------------- | --- | - | - | - | - | -- | -- | -- | ------------ |  | --- | --- | --- |
| 1   | Toluca          | 6   | 2 | 2 | 0 | 0 | 8  | 4  | +4 | Próxima fase |  | —   | 4–3 | 4–1 |
| 2   | Nashville SC    | 3   | 2 | 1 | 0 | 1 | 5  | 5  | 0  | Próxima fase |  | 3–4 | —   | 2–1 |
| 3   | Colorado Rapids | 0   | 2 | 0 | 0 | 2 | 2  | 6  | −4 |              |  | 1–4 | 1–2 | —   |

### Sul
Sul 1
| Pos | Equipe    | Pts | J | V | E | D | GP | GC | SG | Classificado |  | MAZ | JUA | AUS |
| --- | --------- | --- | - | - | - | - | -- | -- | -- | ------------ |  | --- | --- | --- |
| 1   | Mazatlán  | 4   | 2 | 1 | 1 | 0 | 4  | 2  | +2 | Próxima fase |  | —   | 1–1 | 3–1 |
| 2   | Juárez    | 4   | 2 | 1 | 1 | 0 | 4  | 2  | +2 | Próxima fase |  | 1–1 | —   | 3–1 |
| 3   | Austin FC | 0   | 2 | 0 | 0 | 2 | 2  | 6  | −4 |              |  | 1–3 | 1–3 | —   |

Sul 2
| Pos | Equipe         | Pts | J | V | E | D | GP | GC | SG | Classificado |  | ORL | HDY | SLA |
| --- | -------------- | --- | - | - | - | - | -- | -- | -- | ------------ |  | --- | --- | --- |
| 1   | Orlando City   | 4   | 2 | 1 | 1 | 0 | 4  | 3  | +1 | Próxima fase |  | —   | 1–1 | 3–2 |
| 2   | Houston Dynamo | 2   | 2 | 0 | 2 | 0 | 3  | 3  | 0  | Próxima fase |  | 1–1 | —   | 2–2 |
| 3   | Santos Laguna  | 1   | 2 | 0 | 1 | 1 | 4  | 5  | −1 |              |  | 2–3 | 2–2 | —   |

Sul 3
| Pos | Equipe         | Pts | J | V | E | D | GP | GC | SG | Classificado |  | INT | CRU | ATL |
| --- | -------------- | --- | - | - | - | - | -- | -- | -- | ------------ |  | --- | --- | --- |
| 1   | Inter Miami    | 6   | 2 | 2 | 0 | 0 | 6  | 1  | +5 | Próxima fase |  | —   | 2–1 | 4–0 |
| 2   | Cruz Azul      | 1   | 2 | 0 | 1 | 1 | 2  | 3  | −1 | Próxima fase |  | 1–2 | —   | 1–1 |
| 3   | Atlanta United | 1   | 2 | 0 | 1 | 1 | 1  | 5  | −4 |              |  | 0–4 | 1–1 | —   |

Sul 4
| Pos | Equipe       | Pts | J | V | E | D | GP | GC | SG | Classificado |  | CHA | DAL | NEC |
| --- | ------------ | --- | - | - | - | - | -- | -- | -- | ------------ |  | --- | --- | --- |
| 1   | Charlotte FC | 4   | 2 | 1 | 1 | 0 | 6  | 3  | +3 | Próxima fase |  | —   | 2–2 | 4–1 |
| 2   | FC Dallas    | 4   | 2 | 1 | 1 | 0 | 5  | 2  | +3 | Próxima fase |  | 2–2 | —   | 3–0 |
| 3   | Necaxa       | 0   | 2 | 0 | 0 | 2 | 1  | 7  | −6 |              |  | 1–4 | 0–3 | —   |

### Leste
Leste 1
| Pos | Equipe             | Pts | J | V | E | D | GP | GC | SG | Classificado |  | PHI | QRE | TIJ |
| --- | ------------------ | --- | - | - | - | - | -- | -- | -- | ------------ |  | --- | --- | --- |
| 1   | Philadelphia Union | 6   | 2 | 2 | 0 | 0 | 8  | 2  | +6 | Próxima fase |  | —   | 5–1 | 3–1 |
| 2   | Querétaro          | 3   | 2 | 1 | 0 | 1 | 2  | 5  | −3 | Próxima fase |  | 1–5 | —   | 1–0 |
| 3   | Tijuana            | 0   | 2 | 0 | 0 | 2 | 1  | 4  | −3 |              |  | 1–3 | 0–1 | —   |

Leste 2
| Pos | Equipe      | Pts | J | V | E | D | GP | GC | SG | Classificado |  | PUM | DCU | MON |
| --- | ----------- | --- | - | - | - | - | -- | -- | -- | ------------ |  | --- | --- | --- |
| 1   | Pumas       | 4   | 2 | 1 | 1 | 0 | 5  | 2  | +3 | Próxima fase |  | —   | 3–0 | 2–2 |
| 2   | D.C. United | 3   | 2 | 1 | 0 | 1 | 1  | 3  | −2 | Próxima fase |  | 0–3 | —   | 1–0 |
| 3   | CF Montréal | 1   | 2 | 0 | 1 | 1 | 2  | 3  | −1 |              |  | 2–2 | 0–1 | —   |

Leste 3
| Pos | Equipe        | Pts | J | V | E | D | GP | GC | SG | Classificado |  | ATL | NYC | TOR |
| --- | ------------- | --- | - | - | - | - | -- | -- | -- | ------------ |  | --- | --- | --- |
| 1   | Atlas         | 6   | 2 | 2 | 0 | 0 | 2  | 0  | +2 | Próxima fase |  | —   | 1–0 | 1–0 |
| 2   | New York City | 3   | 2 | 1 | 0 | 1 | 5  | 1  | +4 | Próxima fase |  | 0–1 | —   | 5–0 |
| 3   | Toronto FC    | 0   | 2 | 0 | 0 | 2 | 0  | 6  | −6 |              |  | 0–1 | 0–5 | —   |

Leste 4
| Pos | Equipe                 | Pts | J | V | E | D | GP | GC | SG | Classificado |  | NRB | NER | ASL |
| --- | ---------------------- | --- | - | - | - | - | -- | -- | -- | ------------ |  | --- | --- | --- |
| 1   | New York Red Bulls     | 4   | 2 | 1 | 1 | 0 | 2  | 1  | +1 | Próxima fase |  | —   | 0–0 | 2–1 |
| 2   | New England Revolution | 4   | 2 | 1 | 1 | 0 | 5  | 1  | +4 | Próxima fase |  | 0–0 | —   | 5–1 |
| 3   | Atlético San Luis      | 0   | 2 | 0 | 0 | 2 | 2  | 7  | −5 |              |  | 1–2 | 1–5 | —   |

## Rodada de 32
Os clubes Los Angeles FC e Pachuca se classificaram automaticamente para esta fase.
Em itálico, as equipes que possuem o mando de campo no confronto; em negrito as equipes classificadas.
| Equipe 1               | Resultado   | Equipe 2             |
| ---------------------- | ----------- | -------------------- |
| Los Angeles FC         | 7–1         | Juárez               |
| Inter Miami            | 3–1         | Orlando City         |
| FC Dallas              | 2–1         | Mazatlán             |
| New England Revolution | 2–2 (8-7 p) | Atlas                |
| Charlotte FC           | 0–0 (4-3 p) | Cruz Azul            |
| León                   | 1–3         | Real Salt Lake       |
| New York Red Bulls     | 1–0         | New York City        |
| Philadelphia Union     | 0–0 (5-4 p) | D.C. United          |
| Monterrey              | 1–0         | Portland Timbers     |
| Pumas                  | 0–1         | Querétaro            |
| Tigres UANL            | 1–1 (5-3 p) | Vancouver Whitecaps  |
| Chicago Fire           | 0–1         | América              |
| Columbus Crew          | 3–3 (3-4 p) | Minnesota United     |
| Cincinnati             | 1–1 (4-5 p) | Nashville SC         |
| Toluca                 | 4–1         | Sporting Kansas City |
| Houston Dynamo         | 0–0 (5-3 p) | Pachuca              |

## Oitavas-de-final
Em itálico, as equipes que possuem o mando de campo no confronto; em negrito as equipes classificadas.
| Equipe 1           | Resultado   | Equipe 2               |
| ------------------ | ----------- | ---------------------- |
| FC Dallas          | 4–4 (3–5 p) | Inter Miami            |
| Philadelphia Union | 1–1 (4–3 p) | New York Red Bulls     |
| Querétaro          | 1–1 (4–3 p) | New England Revolution |
| Charlotte FC       | 2–1         | Houston Dynamo         |
| América            | 2–2 (5–6 p) | Nashville SC           |
| Toluca             | 2–2 (2–4 p) | Minnesota United       |
| Tigres UANL        | 0–1         | Monterrey              |
| Los Angeles FC     | 4–0         | Real Salt Lake         |

## Fase final
Cruzamento até a final
Em itálico, as equipes que possuem o mando de campo no confronto; em negrito as equipes classificadas.
|  | v d e |

|  | Quartas de final               | Quartas de final       |                          |                    | Semifinais     | Semifinais     |  |  | Final                  | Final |
|  |                                |                        |                          |                    |                |                |  |  |                        |       |
|  | 11 de agosto – Nashville       |                        |                          |                    |                |                |  |  |                        |       |
|  |                                |                        |                          |                    |                |                |  |  |                        |       |
|  | Nashville SC                   | 5                      |                          |                    |                |                |  |  |                        |       |
|  | Nashville SC                   | 5                      | 15 de agosto – Nashville |                    |                |                |  |  |                        |       |
|  | Minnesota United               | 0                      |                          |                    |                |                |  |  |                        |       |
|  | Minnesota United               | 0                      | Nashville SC             | 2                  |                |                |  |  |                        |       |
|  | 12 de agosto – Pasadena        |                        | Nashville SC             | 2                  |                |                |  |  |                        |       |
|  |                                | Monterrey              | 0                        |                    |                |                |  |  |                        |       |
|  | Los Angeles FC                 | Monterrey              | 0                        | 2                  |                |                |  |  |                        |       |
|  | Los Angeles FC                 |                        | 19 de agosto – Nashville | 2                  |                |                |  |  |                        |       |
|  | Monterrey                      | 3                      |                          |                    |                |                |  |  |                        |       |
|  | Monterrey                      | 3                      | Nashville SC             | 1 (9)              |                |                |  |  |                        |       |
|  | 11 de agosto – Chester         |                        | Nashville SC             | 1 (9)              |                |                |  |  |                        |       |
|  |                                | Inter Miami CF (pen.)  | 1 (10)                   |                    |                |                |  |  |                        |       |
|  | Philadelphia Union             | Inter Miami CF (pen.)  | 1 (10)                   | 2                  |                |                |  |  |                        |       |
|  | Philadelphia Union             | 15 de agosto – Chester |                          | 2                  |                |                |  |  |                        |       |
|  | Querétaro                      | 1                      |                          |                    |                |                |  |  |                        |       |
|  | Querétaro                      | 1                      | Philadelphia Union       | 1                  | Terceiro lugar | Terceiro lugar |  |  |                        |       |
|  | 11 de agosto – Fort Lauderdale |                        | Philadelphia Union       | 1                  | Terceiro lugar | Terceiro lugar |  |  |                        |       |
|  |                                | Inter Miami CF         | 4                        |                    |                |                |  |  |                        |       |
|  | Inter Miami CF                 | Inter Miami CF         | 4                        | 4                  | Monterrey      | 0              |  |  |                        |       |
|  | Inter Miami CF                 |                        |                          | 4                  | Monterrey      | 0              |  |  |                        |       |
|  | Charlotte FC                   | 0                      |                          | Philadelphia Union | 3              |                |  |  |                        |       |
|  | Charlotte FC                   | 0                      |                          |                    | 3              |                |  |  |                        |       |
|  |                                |                        |                          |                    |                |                |  |  | 19 de agosto – Chester |       |
|  |                                |                        |                          |                    |                |                |  |  |                        |       |

## Premiações
| Copa das Ligas de 2023             |
| Estados Unidos                     |
| ---------------------------------- |
| Inter Miami CF Campeão (1º título) |

## Estatísticas

### Artilharia
| Pos. | Jogador              | Time                   | Gols |
| ---- | -------------------- | ---------------------- | ---- |
| 1    | Lionel Messi         | Inter Miami CF         | 10   |
| 2    | Bongokuhle Hlongwane | Minnesota United FC    | 7    |
| 3    | Denis Bouanga        | Los Angeles FC         | 6    |
| 4    | Germán Berterame     | Monterrey              | 5    |
| 4    | Brandon Vázquez      | FC Cincinnati          | 5    |
| 6    | Dániel Gazdag        | Philadelphia Union     | 4    |
| 6    | Robert Taylor        | Inter Miami CF         | 4    |
| 8    | Gustavo Bou          | New England Revolution | 3    |
| 8    | Cucho Hernández      | Columbus Crew          | 3    |
| 8    | Josef Martínez       | Inter Miami CF         | 3    |
| 8    | Harold Preciado      | Santos Laguna          | 3    |
| 8    | Sam Surridge         | Nashville SC           | 3    |
| 8    | Giacomo Vrioni       | New England Revolution | 3    |